# James Dickson
James (Jacobus) J. Dickson (n. 1738, Traquair, Scottish Borders, Scoția – d. 14 august 1822, Croydon) a fost un botanist, horticultor și micolog scoțian care a fost membru fondator al Linnean Society of London. Abrevierea numelui său în cărți științifice este Dicks..

## Biografie
James Dickson, descendent unei familii sărace, a fost fiul unui grădinar în grădinile lui John Stewart, al 6-lea Earl de Traquair (1699–1779). Tatăl l-a instruit de mic în această meserie. Apoi a aprofundat cunoștințele sale la Jeffery's nursery-garden în Brompton. Datorită experienței dobândite, a deschis o pepinieră în Perth care însă nu a fost foarte rentabilă. Astfel s-a deplasat la Londra pentru a lucra în grădinarii la Kensington și Hammersmith. În 1772, a deschis din nou un propriu magazin, acum de plante și semințe, în Covent Garden (Londra) și a făcut cunoștință cu horticultorul precum botanistul William Forsyth (1737-1804), pe care la furnizat cu plante. El s-a împrietenit de asemenea cu cercetătorul și botanistul Sir Joseph Banks (1742-1820) care i-a dat lui Dickson acces la biblioteca sa botanică și l-a angajat să îngrijească grădina Muzeului Britanic (British Museum) (1781), devenind după scurt timp grădinar șef, o funcție care a întreținut-o cu mult succes până la moartea sa. Astfel a câștigat o vastă cunoaștere a botanicii și, în special, a plantelor criptogamice. Cel mai mult s-a interesat pentru mușchi și alte plante nu înfloritoare, dar și pentru ciuperci. În acest context, Dickson a făcut, din 1785, mai multe expediții prin Scoția, inclusiv Hebridelor, pentru a culege, usca și conserva multe soiuri diferite. Între 1785 și 1801, Dickson a publicat marea sa lucrare în patru volume, privind criptogamii, Fasciculus Plantarum Cryptogamicarum Britanniae, în care descris 400 de specii, dintre care multe nu au fost identificate anterior în Marea Britanie. Ilustrațiile desenate sunt de la Dickson, cele de acuarelă au fost realizate de James Sowerby, iar traducerile în limba latină au fost scrise de John Ziers, un farmacist de origine polonă, deoarece Dickson nu a avut o educație școlară formală. Ziers a murit înainte de finalizarea lucrării și astfel fasciculul final a fost tradus de Robert Brown. A mai scris multe lucrări botanice, între altele Hortus Siccus Britannicus cu anual 4 fascicule publicate între 1793 și 1802, Catalogus Plantarum Cryptogamicarum Britanniae (1795) și Botanical Catalogue alphabetically arranged according to the Linnaean System, în 8 fascicule (1797).
În 1788, savantul a fost membru fondator al Linnean Society of London împreună cu Sir James Edward Smith, Sir Joseph Banks și 5 alți savanți, Smith fiind ales primul președinte. 
După moartea primei soții Janet Boyle (1740-1786), Dickson s-a căsătorit, în 1789, cu Margaret (1762-1837), sora cercetătorului Mungo Park (1771-1806). De atunci Park l-a acompaniat în timpul expedițiilor sale prin Scoția. Mai departe, l-a introdus la  Banks, care a sponsorizat mai târziu expediția lui Park prin Africa Occidentală (1795). Tot în 1789, botanistul și juristul francez Charles Louis L’Héritier de Brutelle 1746 -1800) a denumit genul de pteridofite Dicksonia din familia Dicksoniaceae în onoarea lui. În 1848, savantul german Moritz Richard Schomburgk (1811-1891) a numit și familia acestui gen după el. În 1804, a fost cofondator al societății regale Royal Horticultural Society, a cărei vicepreședinte a fost ales de la început. 

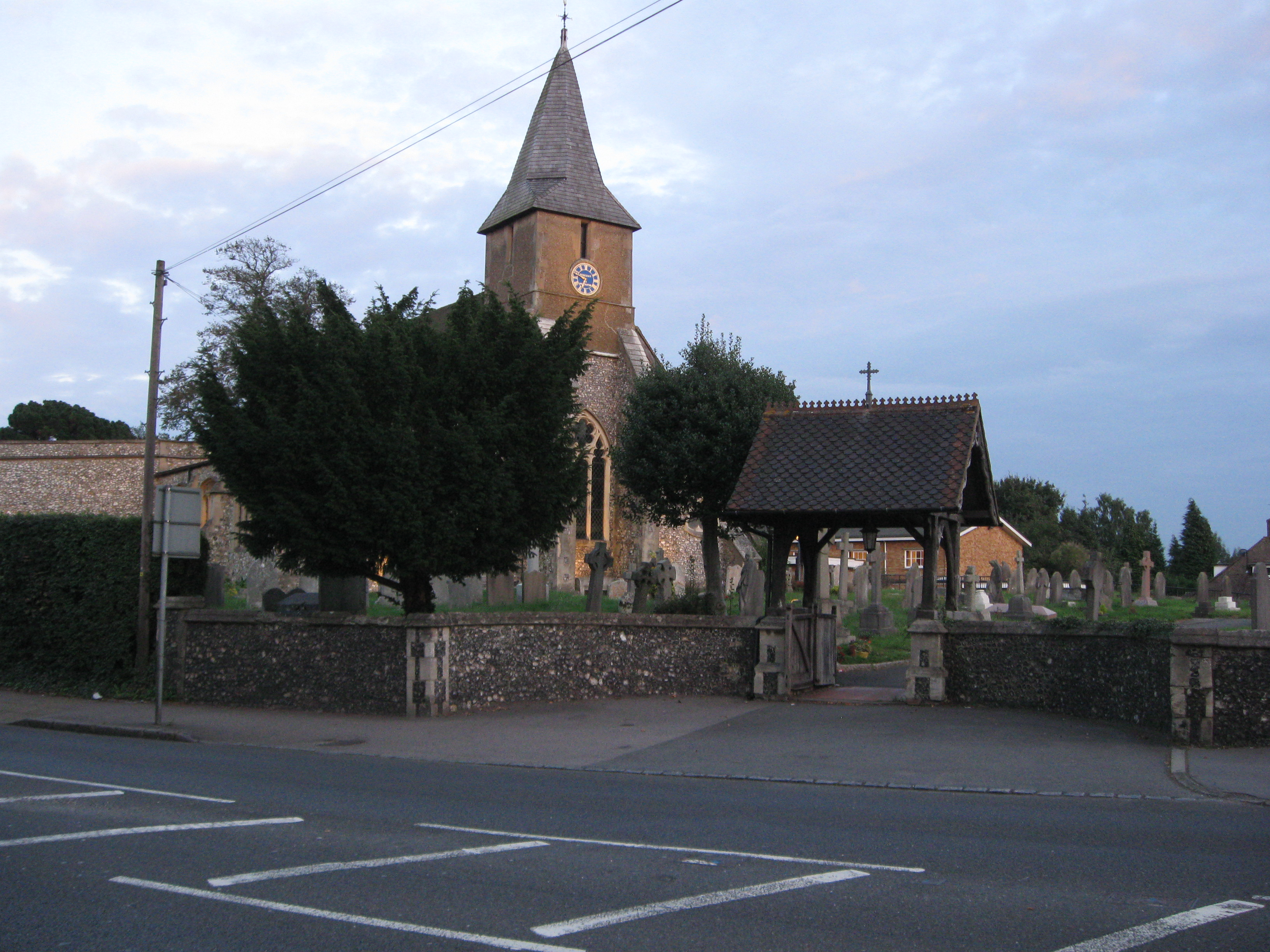
Cimitirul All Saints, Sanderstead

Dickson devenise un om bogat. În 1799 și-a cumpărat o casă în Croydon, unde s-a retras după viața activă. Acolo a murit la 14 august 1822, jelit de soție, un fiul său James (1800-1830/1) și fiicele Isabella (n. 1796) și Jane (n. 1805). A fost înmormântat în cimitirul bisericii All Saints din Sanderstead, la numai 2 mile de Croydon. 
Sir James Edward Smith a scris un epitaf pentru marele om de stiință: In memory of Mr. James Dickson, one of the original Fellows of the Linnaean Society, and a Vice-President of the Horticultural Society of London; a man of a powerful mind, and of spotless integrity; whose singular acuteness and accuracy, in the most difficult departments of botany, have rendered his name celebrated wherever that science is known. He departed this life at Croydon, 14 august 1822, in the 85th year of his age. („În memoria domnului James Dickson, unul dintre membrii fondatori ai  Societății Linnaeane, și vicepreședinte al Societății Horticole din Londra; un om cu minte puternică și de integritate imaculată, a cărui stringență și precizie singulară în cele mai dificile domenii ale botanicii, au făcut numele lui sărbătorit oriunde unde se știe de știință. El a părăsit această viață la Croydon, în ziua de  14 august 1822, în cel de-al 85-lea an al vieții sale.

## Specii descrise de Dickson (selecție)
James Dickson a descris peste 400 de specii de plante și ciuperci, nu puține dintre ele pentru prima dată. Ciuperci descrise de el sunt între altele Auricularia mesenterica sau Grifola frondosa.

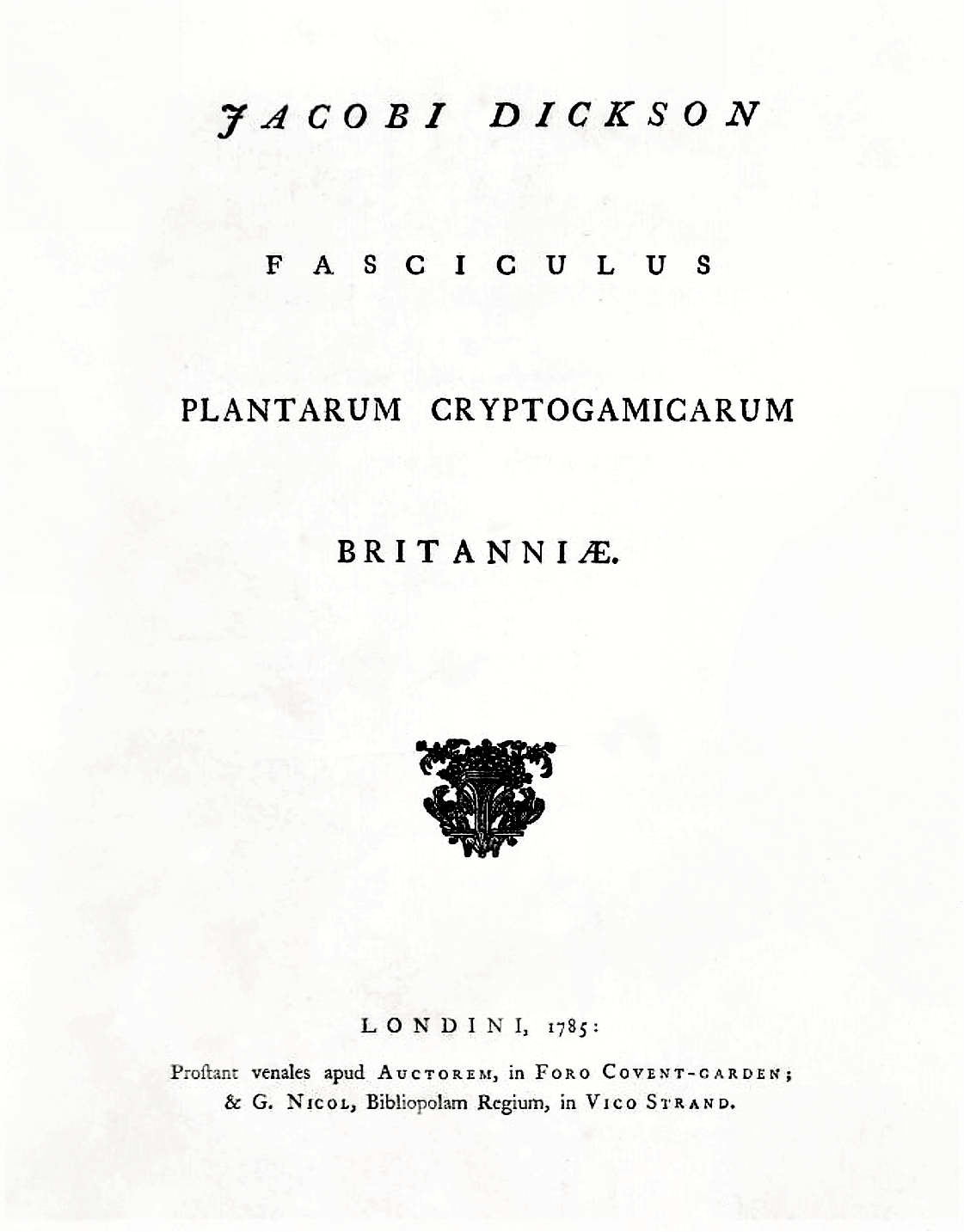
Dicks.: Fasciculus Plantarum I

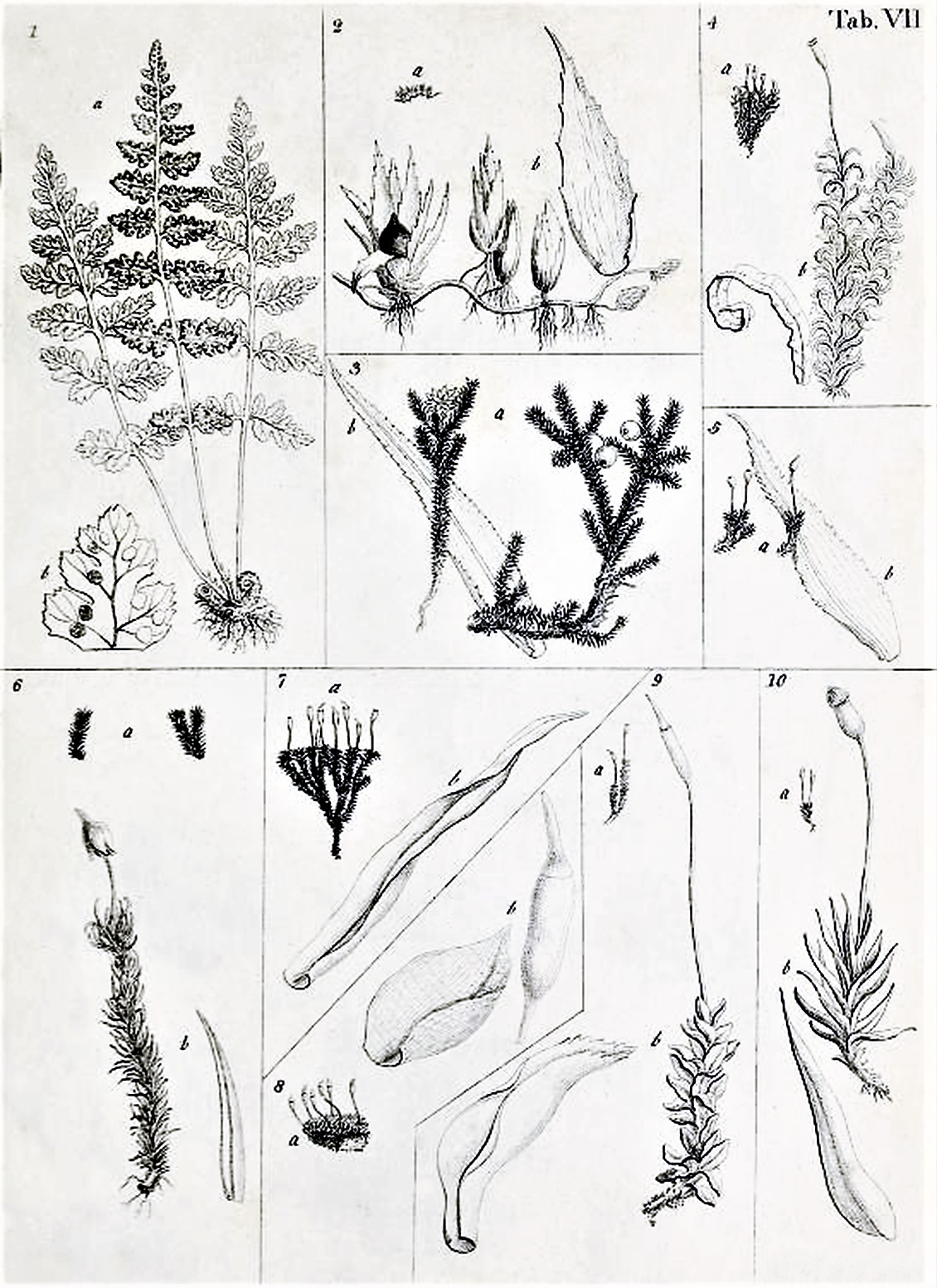
Dicks.: Fasciculus Plantarum, t. VII

## Publicații (selecție)
- Fasciculus Plantarum Cryptogamicarum Britanniae, 4 volume, Editura G. Nicol, Londra 1785-1801
- A Collection of Dried Plants, named on the authority of the Linnaean Herbarium, and other original collections, Londra, 1787-1799
- Botanical Catalogue alphabetically arranged according to the Linnaean System, 8 caiete, Londra, 1797
- Observations on Polyposium Oreopteris, accompanied with a Specimen from Scotland, 1791
- Hortus Siccus Britannicus, 18 fascicule, Londra 1793-1802
- An Account of some Plants newly discovered in Scotland, 1794
- Observations on the Genus of Porella, and the Phascum Caulescens of Linnaeus, 1797
- On a variety of the Brassica Napus, or Rape, which has long been cultivated upon the continent, 1815
- Observations on, and an Account of the Tubers of the Lathyrus Tuberosus, with Instructions for the Cultivation of the Plant in a Garden, 1817
- On the Cultivation of the Rampion, 1818